# Marie-Theres Nadig
Marie-Theres Nadig (Flums, 8 de marzo de 1954) es una deportista suiza que compitió en esquí alpino; dos veces campeona olímpica y dos veces campeona mundial.

## Trayectoria
Participó en tres Juegos Olímpicos de Invierno, obteniendo en total tres medallas, dos de oro en Sapporo 1972, en el descenso y el eslalon gigante, y una de bronce en Lake Placid 1980, en la prueba de descenso, y el quinto lugar en Innsbruck 1976 (eslaon gigante).
Ganó tres medallas en el Campeonato Mundial de Esquí Alpino, en los años 1972 y 1980.
En la Copa del Mundo consiguió veinticuatro victorias y 57 podios en total. Ganó la clasificación general de la Copa del Mundo en 1981.
Fue la abanderada de Suiza en la ceremonia de apertura de los Juegos Olímpicos de Lake Placid 1980.
Recibió el premio Skieur d’Or en 1981. Fue nombrada «Deportista femenina del año» en su país en 1972.
Se retiró de la competición en 1981. Posteriormente, ejerció de entrenadora del equipo suizo en la Asociación Suiza de Esquí. Aparte de su carrera como esquiadora, practicó el fútbol, llegando a jugar en el equipo femenino de FC Zürich.

## Palmarés internacional
| Juegos Olímpicos   | Juegos Olímpicos             | Juegos Olímpicos  | Juegos Olímpicos |
| Año                | Lugar                        | Medalla           | Prueba           |
| ------------------ | ---------------------------- | ----------------- | ---------------- |
| 1972               | Sapporo (Japón)              | Medalla de oro    | Descenso         |
| 1972               | Sapporo (Japón)              | Medalla de oro    | Eslalon gigante  |
| 1980               | Lake Placid (Estados Unidos) | Medalla de bronce | Descenso         |
| Campeonato Mundial |                              |                   |                  |
| Año                | Lugar                        | Medalla           | Prueba           |
| 1972               | Sapporo (Japón)              | Medalla de oro    | Descenso         |
| 1972               | Sapporo (Japón)              | Medalla de oro    | Eslalon gigante  |
| 1980               | Lake Placid (Estados Unidos) | Medalla de bronce | Descenso         |